# Cafetería Zimmermann

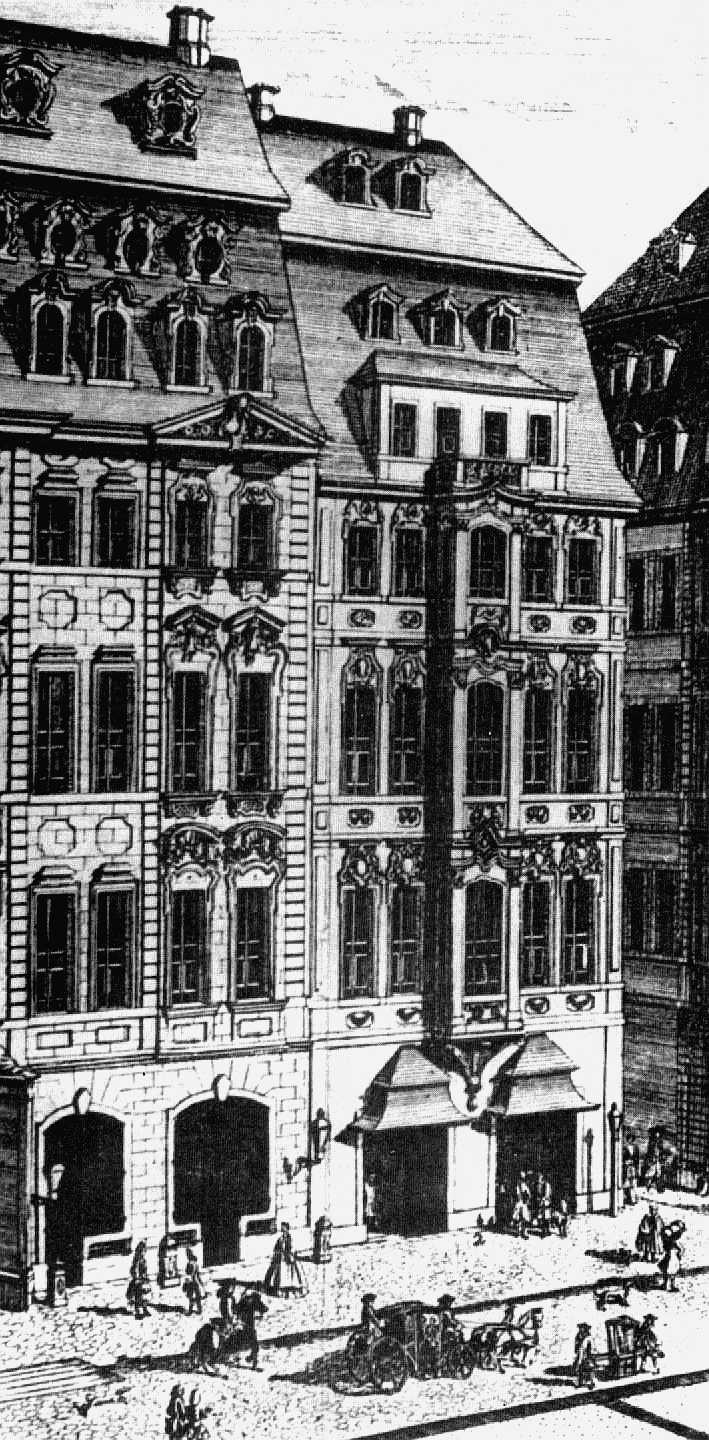
Cafetería Zimmermann (detalle de un grabado de Johann Georg Schreiber, 1732).

La Cafetería Zimmermann (en alemán, Zimmermannsche Kaffeehaus) fue la cafetería que Gottfried Zimmermann tenía en Leipzig, Alemania. Fue célebre por tratarse del lugar donde se estrenaron muchas cantatas profanas y obras instrumentales de Johann Sebastian Bach.
Desde 1720 alojó el Collegium Musicum, fundado por el compositor alemán Georg Philipp Telemann como estudiante de derecho en 1702 y posteriormente dirigido por Bach entre 1729 y 1739. Para 1723, era una cafetería ampliamente conocida en Leipzig y el centro de reunión de la clase media local. La ubicación del establecimiento era la plaza del mercado (Marktplatz) en la calle Catalina (Katharinenstrasse), entonces la más elegante calle de la ciudad. El nombre de la calle le había sido dado por la antigua capilla de Santa Catalina, que había sido demolida en 1544, por lo que en la época de Telemann y Bach, de ese edificio medieval sólo se conservaba el nombre de la calle.
Zimmermann no cobró cuota alguna al Collegium Musicum por ser la sede de sus conciertos, ni cobraba tarifa al público asistente, con lo que los gastos de Zimmermann estaban cubiertos por la venta de cafés. Los conciertos finalizaron con la muerte de Zimmermann en 1741.